# 中国电子技术标准化研究所
中国电子技术标准化研究所，英文全称CHINA Electronics Standardization Institute（CESI），原名四机部标准化研究所，属于中国信息产业部。

## 沿革
成立于1963年7月，原名四机部标准化研究所。1973年7月，更名为电子部标准化研究所，1988年7月改为中国电子技术标准化研究所。是在电子信息技术领域从事标准化和合格评定活动的非营利机构，负责组织制定电子信息技术领域的中国国家标准和中国电子行业标准。